# Heinrich Landsberger

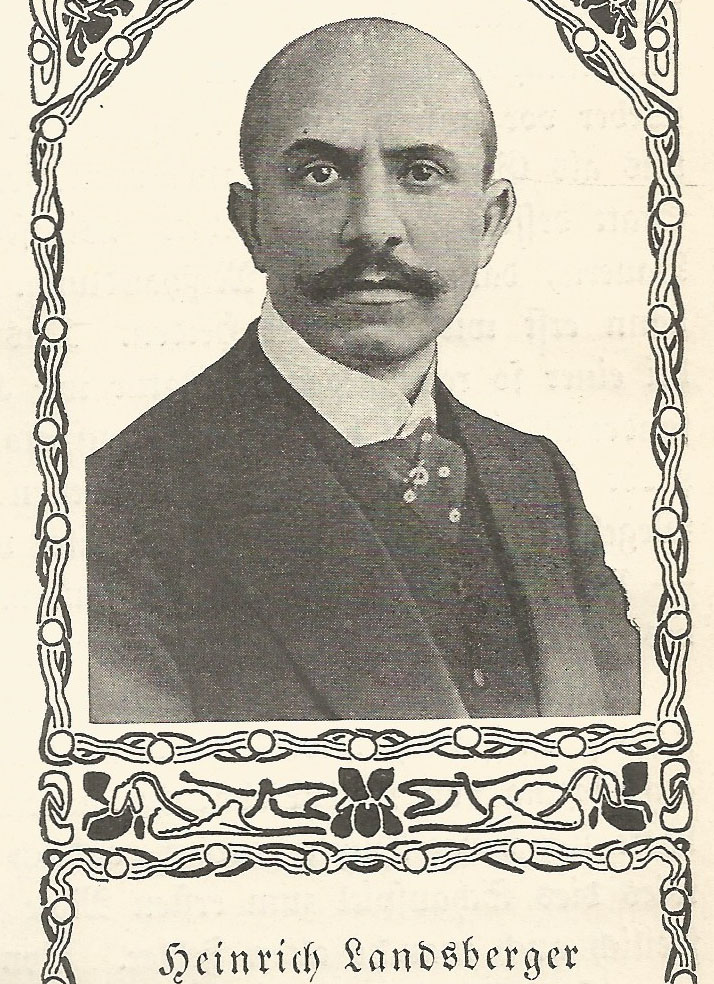
Heinrich Landsberger

Heinrich Lee (geboren als Heinrich Landsberger; *  24. Juni 1862 in Hirschberg im Riesengebirge, Provinz Schlesien; † 30. März 1919 in Köln-Braunsfeld) war ein deutscher Schriftsteller.

## Leben
Heinrich Landsberger besuchte in Hirschberg die Stadtschule und das Gymnasium, nach dem Umzug der Eltern das Magdalenengymnasium in Breslau und erlernte den Beruf des Bankbeamten. Er ging nach Berlin, wo er zunächst in einer Bank arbeitete, dann studierte er Rechtswissenschaften und Philosophie an der Friedrich-Wilhelms-Universität Berlin. Zwei Jahre verbrachte er in München, ab 1889 lebte er wieder in Berlin. Dort änderte er seinen Namen in Heinrich Lee.
Er starb am 30. März 1919 an den Folgen einer Erkrankung an der Grippe.

## Werke
Heinrich Lee veröffentlichte über 50 Bücher mit Theaterstücken, Romanen und Erzählungen. Diese waren meist humorvolle Unterhaltungsliteratur.
- Wilhelm Meister. Eine Berliner Geschichte. Friedrich, Leipzig 1888; urn:nbn:de:kobv:109-1-15418219.
- Zwei Uhr 46. Lustspiel in einem Aufzug. Reclam, Leipzig 1888.
- Die Unbefleckte. Eine nichtkonventionelle Geschichte. Steinitz, Berlin 1890.
- Wird sie kommen? Lustspiel. Internationaler Verlag und Vertrieb dramatischer und dramatisch-musikalischer Werke, Berlin 1890.
- Die Sünden der Genusssucht. Steinitz, Berlin 1892; books.google.de
- Im Thal der Geigenmacher. In: Prager Tagblatt. Prag 22. September 1892, S. 1–4. (Digitalisat).
- Schulden. Schwank. 1893.[Anm. 1]
- Unter dem Fallbeil. Eine hundertjährige Erinnerung. In: Prager Tagblatt. Prag 12. Oktober 1893, S. 1–4. (Digitalisat).
- Der letzte deutsche Comödienvater. Ein Gedenkblatt an den 10. December 1793. In: Prager Tagblatt. Prag 7. Dezember 1893, S. 1–4. (Digitalisat).
- Baccarat. Geschichten zum Dessert. Steinitz, Berlin 1894.
- Das Jubiläum der Postkarte. Zum 1. October 1894. In: Prager Tagblatt. Prag 29. September 1894, S. 1–4. (Digitalisat).
- Deutscher Schaumwein. In: Prager Tagblatt. Prag 20. Oktober 1894, S. 3–6. (Digitalisat).
- Das Examen. Lustspiel in 5 Aufzügen. Freund & Jeckel, Berlin 1895.
- Die Reifenkönigin. Ein Stück in 4 Aufzügen. Boll, Berlin 1894.
- Der Schlagbaum. Volksstück in vier Aufzügen. Freund & Jeckel, Berlin 1896 (Digitalisat).
- Glückliche Liebe. Steinitz, Berlin 1896.
- Der Springer. Lustspiel in 4 Akten. Freund & Jeckel, Berlin 1896.
- Reisegepäck. In: Prager Tagblatt. Prag 3. Juli 1896, S. 1–4. (Digitalisat).
- Die Reformatorin des deutschen Theaters. Zur Erinnerung an Caroline Neuber zum 9. März. In: Prager Tagblatt. Prag 6. März 1897, S. 1–4. (Digitalisat).
- Die Geliebte. Roman. Duncker, Berlin 1897.
- Der Liebesbrief und Anderes. Humoresken. Vaternahm, Frankfurt am Main 1897.
- Geliebte Frauen. Geschichten. Steinitz, Berlin 1897.
- Die Radlerin. Roman. Duncker, Berlin 1897.
- Der Prinzessinnen-Tänzer. Eine vergnügte Garnisons-Geschichte. Steinitz, Berlin 1897.
- Hans Wurst. Schauspiel in 4 Aufzügen. Reclam, Leipzig 1898.
- Die Geschichte vom Prinzen von Wales und Anderes. Steinitz, Berlin 1898.
- Weibliche Studenten. Roman aus der Gegenwart. Schirmer, Berlin 1898.
- Der Fall Oberthan. Steinitz, Berlin 1899.
- Der rätselhafte Herr. Komischer Roman. Steinitz, Berlin 1899.
- Steffies Heirat. Roman. Duncker, Berlin 1899.
- mit Wilhelm Meyer-Förster: Busch und Reichenbach. Schwank in 3 Acten.[4]
- Berlin von heut’. Moderne Bilder aus der Reichshauptstadt. Simson, Berlin-Charlottenburg 1900.
- Cirkusblut. Roman. Steinitz, Berlin 1900.
- Die Pariserin. Roman. Eckstein, Berlin 1901.
- Rosen-Rosel. Roman aus der Reichshauptstadt. Duncker, Berlin 1901.[5]
- Gräfin Leszek. Roman aus der Cirkuswelt. Duncker, Berlin 1903.
- Miß Cookson aus New York. Roman. Duncker, Berlin 1903.
- Eine vom Brett’l. Roman. Duncker, Berlin 1904.
- Der Bramser. Ein Kulturbild aus Westphalen. In: Prager Tagblatt. Prag 19. März 1905, S. 39. (Digitalisat).
- Vater Krummhaar. In: Prager Tagblatt. Prag 28. Mai 1905, S. 31. (Digitalisat).
- Die Sache „Pfeiffer“. Roman aus dem deutschen Osten. 1905.[Anm. 1]
- Hammer und Amboß. Ein lustiger Roman. Steinitz, Berlin 1905.
- Der Knecht des Ruhms. Roman. Duncker, Berlin 1905.
- Komtesse X. Roman. List, Leipzig 1905.
- Die Frau aus Japan. Roman. Steinitz, Berlin 1905.
- Deutsche Städtebilder aus dem Anfang des 20. Jahrhunderts. Duncker, Berlin 1906.
- Der siebzigste Geburtstag. Lustspiel. Bloch, Berlin 1903. (Auch: Reclam, Leipzig 1907.)
- Die goldene Kanne. Roman. Duncker, Berlin 1908.
- Trug in Treue. Roman. Sunlicht, Rheinau 1908
- Der graue Schleier. Roman. Duncker, Berlin 1910.
- Der Held des Tages. Humoristischer Roman. Steinitz, Berlin 1910.
- Das verschwundene Diadem. Erzählung. Enßlin & Laiblin, Reutlingen 1911.
- Das Glück von Monte Carlo. Roman. Steinitz, Berlin 1911.
- Frau Leutnant. Erzählung aus der Zeit des Prinzen Eugen. Hillger, Leipzig 1911. (Kürschners Bücherschatz 801)
- Die Schachmaschine. Kriminalroman. Steinitz, Berlin 1911.
- Griechisches Feuer. Lustspiel in 3 Aufzügen. Bloch, Berlin 1912.
- Der grüne Schlüssel. Roman. Steinitz, Berlin 1913.
- Der Marquis von Marigny. Lustspiel in 4 Aufzügen. Bloch, Berlin 1913.
- Grüne Ostern. Schauspiel in 5 Aufzügen. Bloch, Berlin 1913.
- Nach Berlin!. Lustspiel in drei Akten. Vertriebsstelle des Verbandes Deutscher Bühnenschriftsteller, Berlin 1915.
- Der Raufbold. Eine heitere Geschichte. Hesse & Becker, Leipzig 1919.
- Des Rätsels Lösung. Kriminal-Roman. Steinitz, Berlin 1920.
- Des Bruders Schuld. Verlag moderner Lektüre, Berlin 1920.